# Bäch
Bäch är en ort vid Zürichsjön i kommunen Freienbach i kantonen Schwyz, Schweiz. 
Bäch omtalas första gången år 972. Under sen medeltid var orten känd för sina stenbrott och sandsten skeppades bland annat till Zürich.